# Gare de Tervueren
La gare de Tervueren était une gare ferroviaire de la ligne 160 aujourd'hui déferrée à cet endroit. Elle était située dans la commune belge de Wezembeek-Oppem et desservait la ville belge de Tervueren.

## Situation ferroviaire
La gare de Tervueren était le terminus de la ligne 160 aujourd'hui déferrée, après la gare de Wezembeek elle aussi disparue.

## Histoire
La première gare de Tervueren est mise en service le 15 septembre 1882. Cette modeste gare terminus dont aucune photographie n'est connue se trouvait près de l'angle entre l’actuelle avenue Albert et la chaussée de Bruxelles. Construite à l'ouest de la ville, et manifestement dotée d'un bâtiment type 1873 comme les autres gares importantes de la ligne, elle doit peut-être son emplacement à la volonté de prolonger ce chemin de fer en évitant de traverser le domaine royal de Tervueren.[réf. nécessaire]
La seconde gare voit le jour lors du réaménagement du parc de Tervueren, dont le dernier château avait été détruit par le feu en 1879. Sous les auspices du roi Léopold II, le site accueillera une partie de l'exposition universelle de 1897 et sa section coloniale. Une nouvelle gare ainsi qu'une large avenue menant à Bruxelles parcourue par des tramways sont mises en chantier (la future gare apparaît déjà sur des plans datant de 1894). Le chemin de fer aboutissant face au parc et non plus face au village servira à apporter les matériaux, de nombreux voyageurs dont le train royal, ainsi que les locomotives et machines exposées en 1897. Dû à l'architecte Franz Seulen, ce bâtiment de style néo-Renaissance flamande agrémenté de colombages possède une salle d'attente de 14 m sur 12 avec une hauteur de 10 m sous le plafond en lambris. L'aile gauche contient le bureau et l'habitation du chef de station (sans étage) tandis que deux salles d'attente se trouvent dans l'aile droite, avec une gare couverte de 50 m de long et 20 de large à la tête des quais, un auvent côté rue et un autre à la sortie latérale. De la brique rouge et blanche, de la pierre bleue, des briques et du bois de teinte diverse composent ce bâtiment large de 50 m. 
À partir de 1897, cette seconde gare est également desservie par la ligne de tramway 309 Louvain - Tervueren (SNCV), supprimée en 1961. 
L'ancienne gare et la section de ligne en courbe y menant sont désaffectées en 1898, la gare de Tervueren-Parc étant rapidement renommée Tervueren. 
La gare est fermée au service des voyageurs le 31 décembre 1958. Son bâtiment voyageurs est détruit en 1964. Il était du style renaissance flamande comme la gare de Schaerbeek. Le service des marchandises de la gare est supprimé le 1er juillet 1970.
La gare a donné son nom au terminus de la ligne 44 du tramway de Bruxelles (STIB) qui se trouve juste à côté, Tervuren station. L’arrêt se trouvant en Flandre et desservant une commune sans facilités, il est un des seuls arrêts de la STIB à n'avoir un nom officiel qu'en néerlandais, comme c'est le cas aussi pour l’arrêt Groot-Bijgaarden station. 

Vues de la gare et du terminus du tram
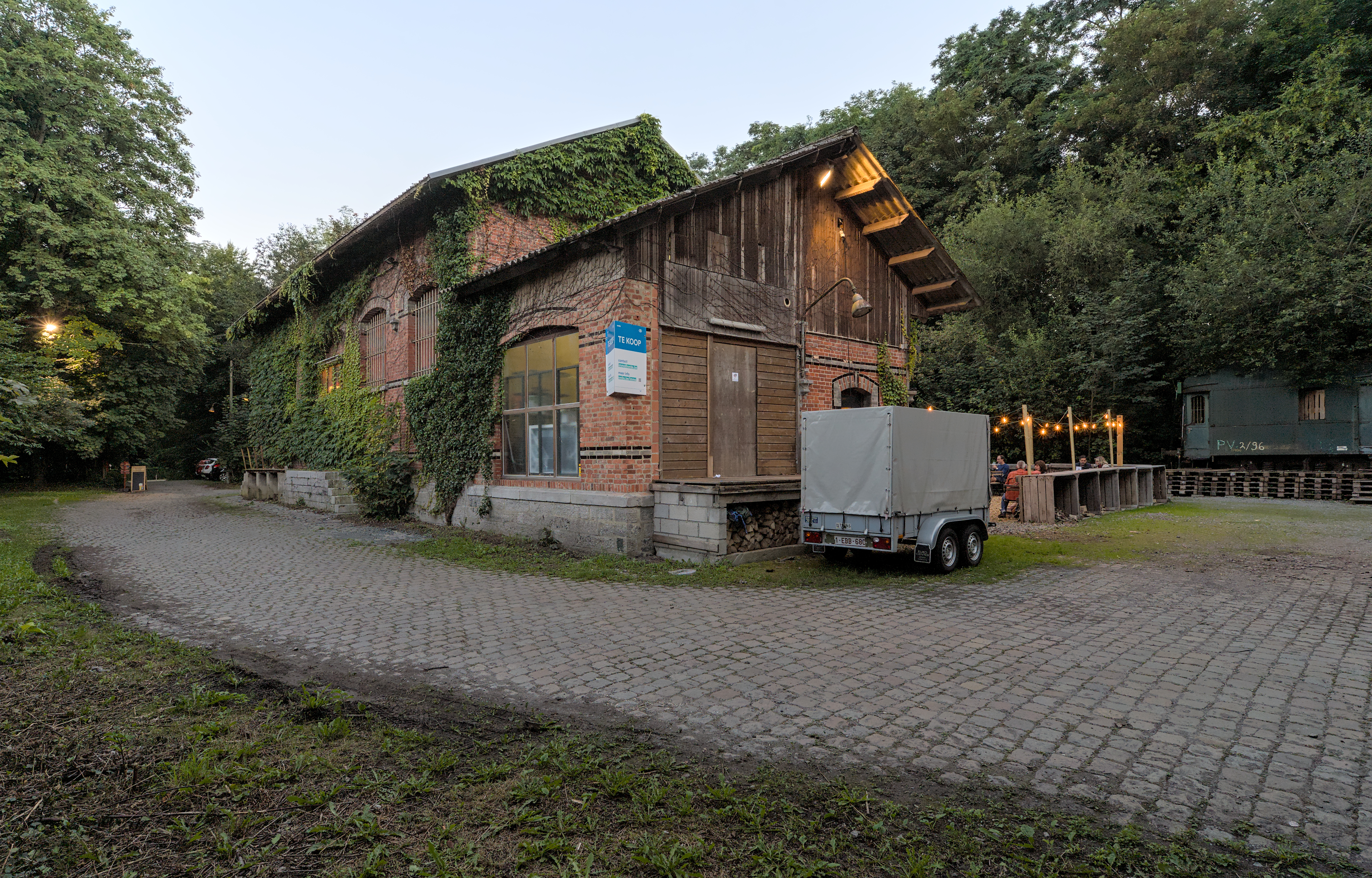
Ancienne halle à marchandises.
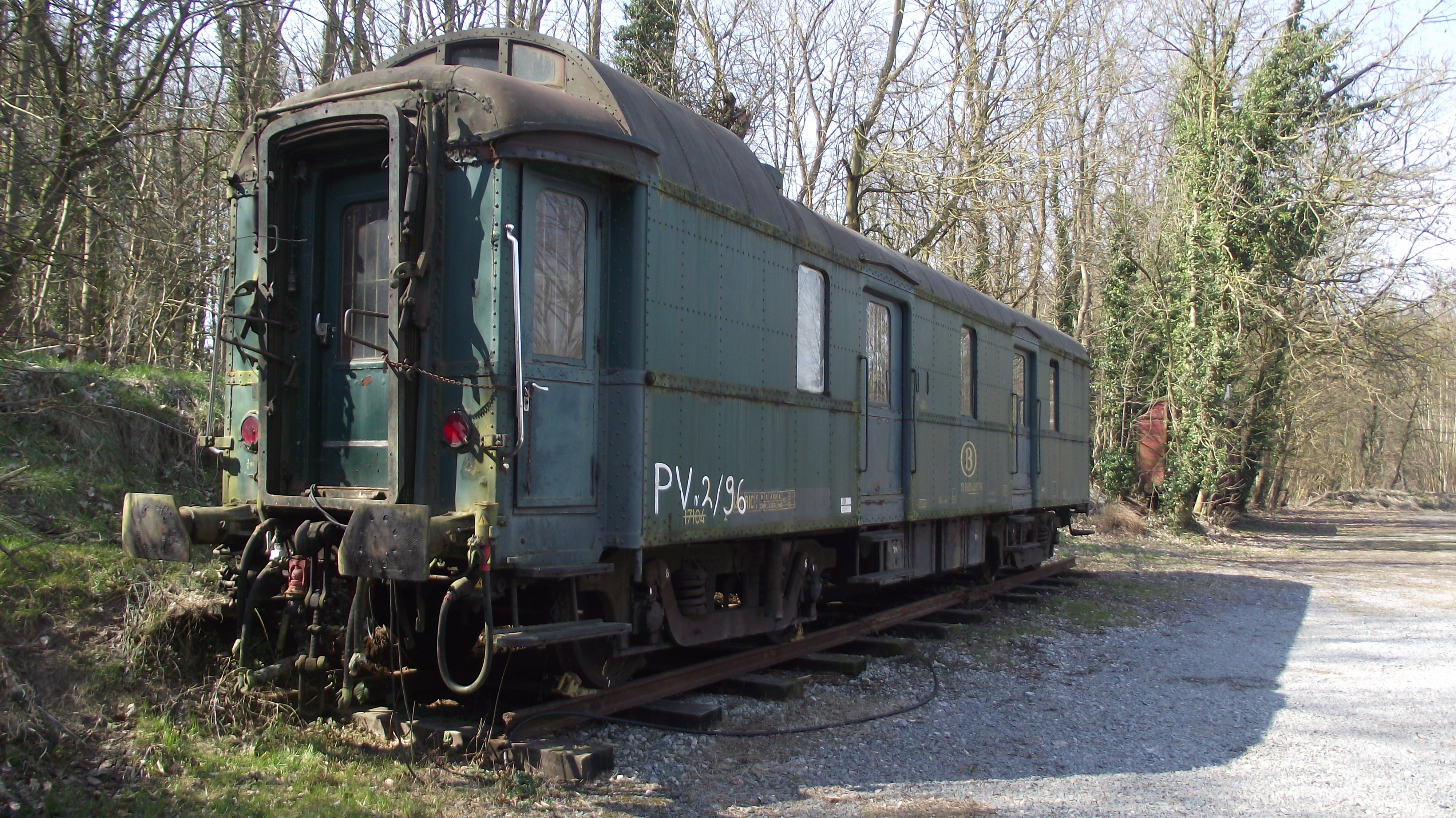
Ancien fourgon à bagages.
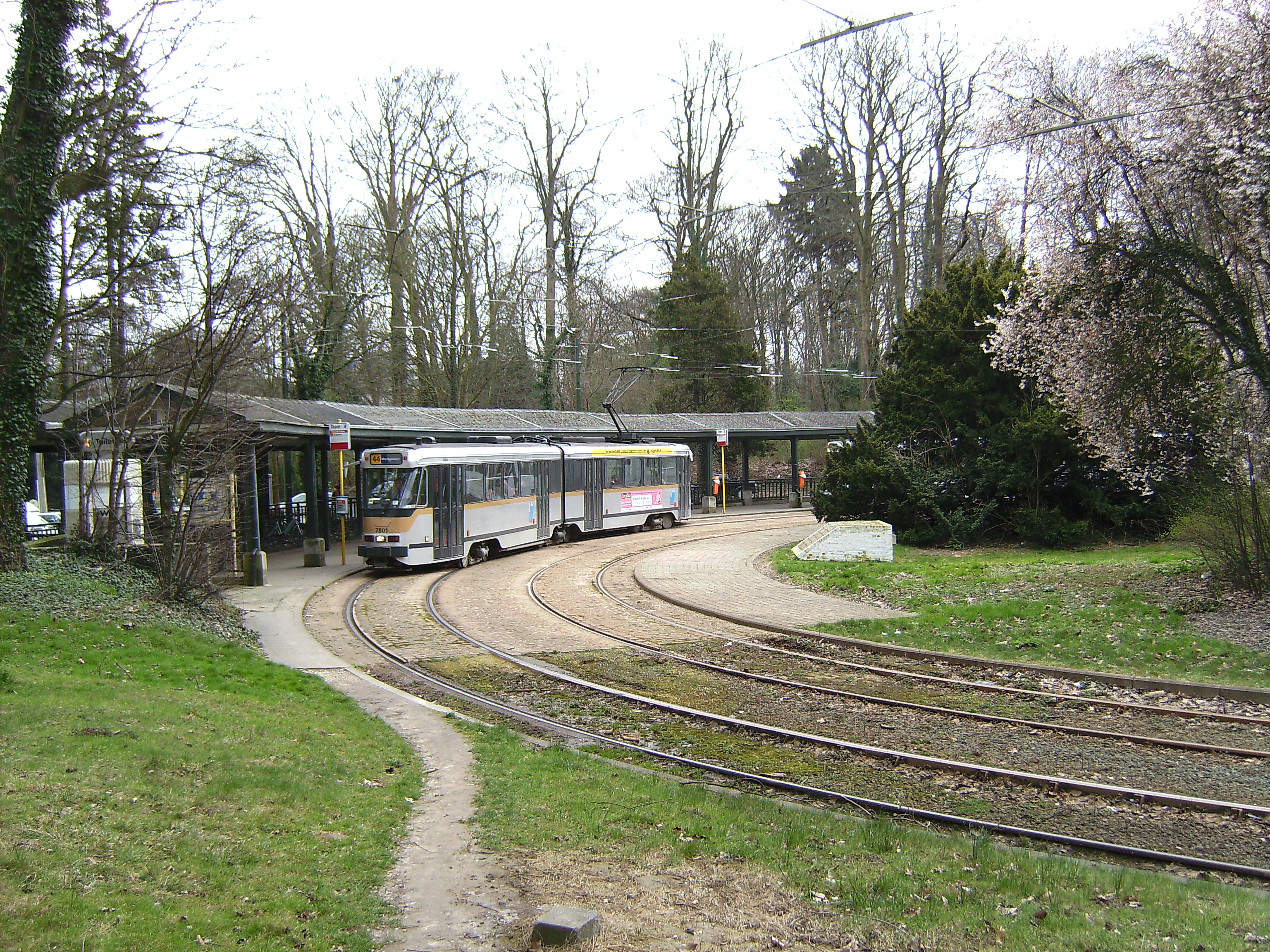
Terminus du tram 44.